# ネイバーズ (2014年の映画)
『ネイバーズ』（原題: Neighbors、別題: Bad Neighbors）は、2014年にアメリカ合衆国で製作されたコメディ映画。ニコラス・ストーラーが監督を務め、セス・ローゲンが製作・主演を務めた。共演はザック・エフロン。
日本では当初劇場公開はされない予定だったが、ソフト発売を記念して一週間のみ限定公開された。
2016年に続編の『ネイバーズ2』が公開。

## ストーリー
閑静な住宅街へと引っ越してきたマックとケリーの夫婦は、そこで愛する娘と穏やかで幸せな毎日を送っていた。しかし、ある日隣に騒がしい男子学生グループが引っ越してきてしまう。これにより、静かな生活が脅かされる危険を感じた夫婦は、グループのリーダーであるテディに「これ以上騒がしい行為は止めてほしい」と願い出る。テディはこれを快く承諾し「その代り何があっても、警察にだけは通報しないでくれ」という条件を夫婦に出すのだった。
ところが、テディ達は今まで以上に騒がしいパーティを繰り広げ、これに我慢ならなかったマックは約束を反故にし、ついに警察にテディのグループのことを通報してしまう。これに腹を立てたテディ達は、夫婦に対して過激な嫌がらせ行為を繰り返すようになる。これに負けじと、マックとケリーもテディ達に対して過激な仕返しを行っていく。こうして、いつしか二組の争いはどんどんエスカレートしていってしまう。

## キャスト
| 役名                             | 俳優                             | 日本語吹替                        |
| -------------------------------- | -------------------------------- | --------------------------------- |
| マック・ラドナー                 | セス・ローゲン                   | 遠藤純一                          |
| テディ・サンダース               | ザック・エフロン                 | 森田成一                          |
| ケリー・ラドナー                 | ローズ・バーン                   | 岡寛恵                            |
| スクーニー                       | クリストファー・ミンツ＝プラッセ | 勝杏里                            |
| ピート・レガゾリー               | デイヴ・フランコ                 | 佐藤拓也                          |
| ジミー                           | アイク・バリンホルツ             | 斉藤次郎                          |
| ポーラ                           | カーラ・ギャロ                   | 魏涼子                            |
| ガーフ                           | ジェロッド・カーマイケル         | 遠藤航                            |
| アスジュース                     | クレイグ・ロバーツ               | 大森大樹                          |
| キャロル・グラッドストン学生部長 | リサ・クドロー                   |                                   |
| ワトキンス                       | ハンニバル・バーエス             |                                   |
| ブルック                         | ハルストン・セイジ               |                                   |
| ホイットニー                     | アリ・コブリン                   |                                   |
| セオドラキス                     | ジェイソン・マンツォーカス       |                                   |
| ビル                             | ブライアン・ハスキー             | 石住昭彦                          |
| ウェンディ                       | リズ・カッコウスキー             |                                   |
| 日本語版制作スタッフ             |                                  |                                   |
| 演出                             |                                  |                                   |
| 翻訳                             | 翻訳                             | 種市譲二（字幕） 税田春介（吹替） |
| 制作                             |                                  |                                   |